# Zacarias da Fonseca Guerreiro

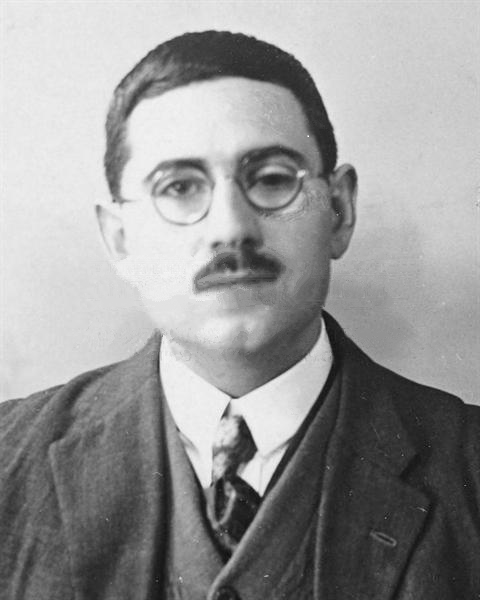
Zacarias da Fonseca Guerreiro

Zacarias da Fonseca Guerreiro (Tavira, 19 de Abril de 1891 - ?) foi um advogado e político português.

## Biografia
Filho de Zacarias José Guerreiro e de sua mulher Maria Joaquina da Fonseca.
Proprietário, foi Administrador do Concelho e Presidente da Comissão Executiva e da Câmara Municipal de Tavira. Em 1925, foi eleito Deputado, pelo Círculo Eleitoral de Faro, integrado nas listas do Partido Democrático.